# Distrito de Soekami (Nara)
Soekami (添上郡, Soekami-gun) foi um distrito localizado em Nara (prefeitura), Japão.
Em 2003, o distrito tinha uma estimativa de população de 1913 e uma  densidade de 89,60 pessoas por km². A área total era de 21,35 km².

## Antigas vilas e aldeias
- Tsukigase

## Fusão
- Em 1 de abril de 2005 - a aldeia de Tsukigase, juntamente com a Tsuge (do  Distrito de Yamabe), foram incorporadas pela expandida cidade de Nara. O distrito de Soekami foi dissolvido como resultado dessa fusão.